# Александар Кнежевић Кнеле
Александар Кнежевић Кнеле (Београд, 27. април 1971 — Београд, 28. октобар 1992) био је познати београдски криминалац из насеља Браће Јерковић на Вождовцу, члан Вождовачког клана, припадник Српске гарде и велики пријатељ Ђорђа Божовића Гишке. Био је један од главних учесника демонстрација у Београду 9. марта 1991., служећи као телохранитељ Вука Драшковића заједно са Гишком.
Постао је познат као младић у документарцу Видимо се у читуљи, тамо се спомиње као зачетник омладинске поткултуре у Србији, односно групе момака који су се називали Дизелаши током 1990-их година. Кнелетова фотографија се такође налази на постеру за поменути документарни филм.

## Биографија
Александар Кнежевић Кнеле је рођен 27. априла 1971. године у породици Владанке и Душана Кнежевића као прво од двоје деце. У основној школи је био одличан ђак, када је имао дванаест година једва је преживео пеницилински шок, а пет година касније је због свог младалачког револта севнуо блиц фото-апарата у око и готово ослепео. На Вождовцу је био познат као спортиста и ватрени навијач Црвене звезде. Крајем осамдесетих година упознаје Вождовчанина Ђорђа Божовића званог Гишка, са којим постаје велики пријатељ. Кнеле се најчешће дружио са људима попут Радована Лагунџина званог Жабац, Ромеа Савића, затим Мирка Томића званог Босанац, а био је врло близак са убицом Љубе Земунца, Гораном Вуковићем званим Мајмун, шефом Вождовачке криминалне групе.

## Прво рањавање и смрт
Пошто се активно дружио са Гишком и Браниславом Матићем Белим, Кнеле се 1991. године придружио Српској гарди и отишао на ратиште у Борово село крај Вуковара. Заједно са Гишком и Браниславом Матићем Белим био је учесник чувене демонстрације која се одиграла 9. марта. 1991. године у Београду. После демонстрација 9. марта, постаје званични телохранитељ Вука Драшковића. Исте године пошто је Кнеле желео да има удела у пословима око ауто-отпада долази у сукоб са познатим велеградским коцкаром Зораном Ковачевићем Кочом. Сукоб ове двојице кулминирао је када га је после краће расправе у препуном клубу „Тифани“ млади Кнежевић упуцао у ноге. Маја месеца 1992. године испред кафића „Фреска“ у улици Вука Караџића број 12. после жестоке свађе и вређања на националној основи Милан Јанковић, момак из Бијелог Поља, ранио је Кнелета у пределу препона који је убрзо превезен у Клинички центар. Након овог рањавања Кнеле је нападнут и у једној ауто-механичарској радњи и само је пуком срећом избегао смрт. Био је учесник многих пуцњава по Београду, учествовао је у обрачуну испред ресторана „Последња шанса“ и дискотеке „Лув“ на Вождовцу. Недуго затим испред клуба „Нана“ на Сењаку, две маскиране особе, наоружане Калашњиковима, истрчавши испред Кнелетовог Поршеа испалиле су више хитаца. И овог пута Кнеле је имао срећу пошто се подвукао под волан аутомобила, па је прошао само са огреботином, док је Порше био оштећен на више места.
Недуго после свих ових догађаја, Кнежевић је једне ноћи у препуној коцкарници хотела Југославија, наочиглед свих гостију са руке једног госта узео скупоцен сат „Ролекс“ и кључеве џипа „Крајслер Вранглер“. Човек коме је Кнеле конфисковао сат и џип звао се Миодраг Цветиновић иначе зет Радета Ћалдовића Ћенте.
Убијен је 28. октобра 1992. у београдском хотелу Хајат у соби 331. Његова смрт и дан-данас је мистерија.